# Roland Niczuly
Roland Niczuly, né le 21 septembre 1995 à Târgu Secuiesc en Roumanie, est un footballeur roumano-hongrois qui joue au poste de gardien de but au Sepsi OSK.

## Biographie
Né à Târgu Secuiesc, dans le pays sicule, Niczuly est d'origine hongroise.

### En club
Formé au KSE Târgu Secuiesc et à l'Universitatea Cluj, Niczuly a été prêté par cette dernière à l'Unirea Tărlungeni, en 2e division pour la saison 2014-15. Il fait ses débuts senior le 30 août 2014, à 19 ans, lors d'une victoire 2-1 contre l'Olt Slatina.
Après l'expiration de son contrat de prêt, Niczuly totalise 19 apparitions dans toutes les compétitions pour l'Universitatea Cluj lors de la campagne 2015-2016. À l'été 2016, il rejoint le Sepsi OSK, qui arrivant deuxième du championnat, est promu en Liga I, la saison suivante. Il a ensuite enregistré ses débuts dans l'élite le 16 juillet 2017, lors d'une défaite 0-1 contre Astra Giurgiu.